# Marlon Langeland
Marlon Valdés Langeland, nacido el 1 de julio de 1999, es un actor noruego. Interpreta el papel de Jonas Noah Vasquez en la serie dramática SKAM. También interpreta el papel de Lukas en la serie dramática Twin (2019).

## Biografía

### Infancia y adolescencia
Cuando tenía 5 años, su madre abrió una escuela de teatro, Lageland se unió a la escuela, como estudiante y como asistente de su madre. Protagonizó algunos cortometrajes realizados por la escuela y protagonizó algunos comerciales, antes de conseguir el papel de Jonas en Skam. Durante una entrevista, explicó que no se había preparado para la audición, que había ido allí por diversión. Uno de sus pasatiempos de la infancia era andar en patineta. Participó en la construcción del skatepark Jordal. Participó dos veces en el Campeonato de Skateboard de Noruega.

### Vida adulta y proyectos futuros
En otoño de 2021 comenzó a estudiar Idiomas Europeos en la Universidad de Oslo, especialmente español y otras lenguas romances.
Tiene un trabajo de medio tiempo en una escuela primaria. Además, a veces les enseña a andar en patineta a los niños que viven en el barrio. Confesó que ha tenido dificultades para encontrar oportunidades laborales debido al COVID-19, pero aún continúa trabajando en proyectos relacionados con el arte que incluyen escritura, música, dibujo o actuación.

### Documental con el Consejo Noruego para Refugiados
En 2017, Save The Children se puso en contacto con Lageland para grabar un monólogo en el que cuenta la historia de un joven refugiado que vive en Noruega. Se considera retroalimentación positiva. Dado que los jóvenes refugiados se encuentran en una situación difícil, el Norwegian Refugee Council ha decidido producir un documental que cuenta su historia. Durante la entrevista con la revista darkus, dijo que su abuela salió de Chile para refugiarse en Noruega en 1973 y por eso se sintió responsable de contar la historia de los refugiados.
Para este proyecto visitó Congo, Colombia y Líbano.